# 氣龍屬
氣龍（發音：/ɡˈæsəˈsɔːrəs/，意為「天然气蜥蜴」）是一屬堅尾龍類的獸腳亞目恐龍，生存於約1億7160萬至1億6120萬年前的侏羅紀中期。

## 發現及命名

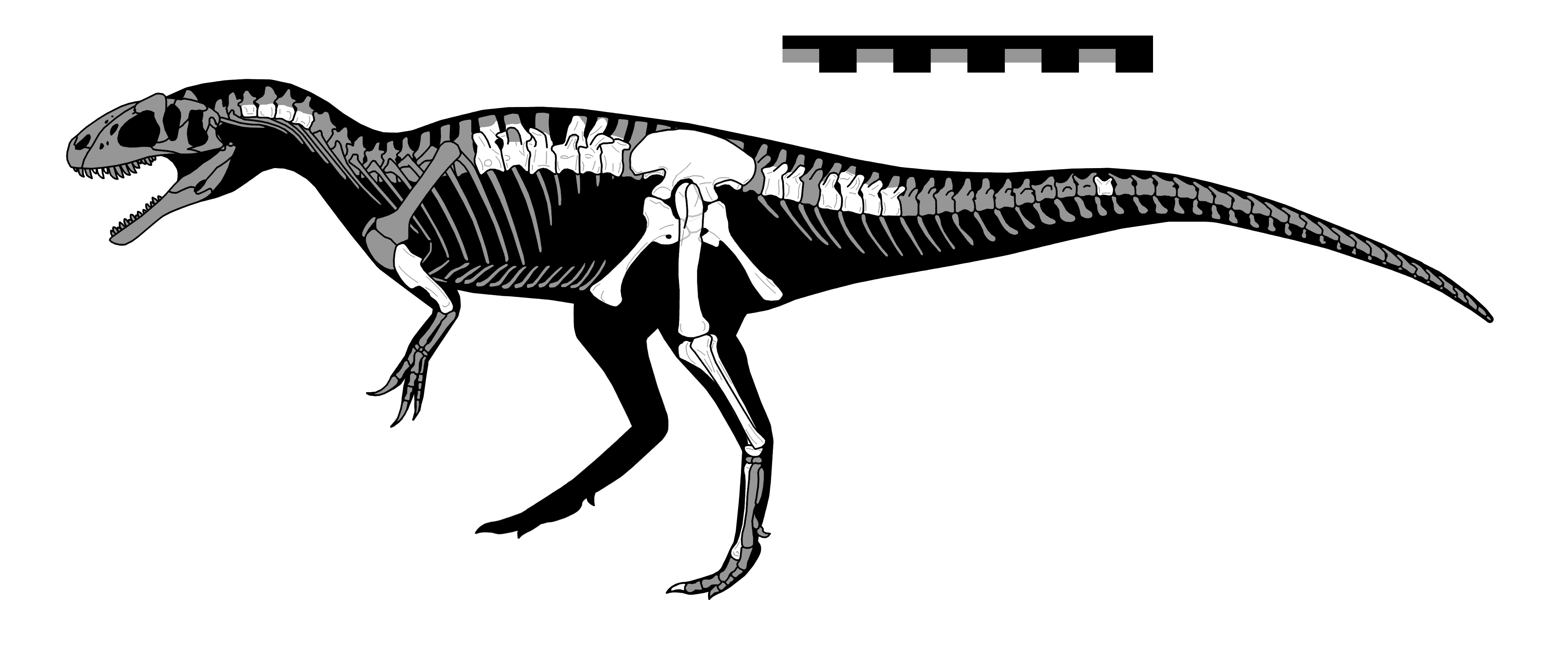
骨骼重建圖，已知部位為白色

第一具也是目前唯一一具氣龍化石是缺乏頭骨的顱後骨骼，標本包括橫向收縮的牙齒、4個頸椎、7個胸椎、5個薦椎和7個尾椎、成對的肱骨、大幅受損並被重建的骨盆、以及含有左髂骨的後肢材料。目前僅知道一個物種：模式種建設氣龍（Gasosaurus constructus）於1985年由中國古生物學家董枝明和唐治路所命名、敘述。屬名是由英語的汽油（gasoline）加上希臘語的蜥蜴（σαῦρος／sauros）所組成。屬名跟種名都紀念發現大山鋪恐龍化石群遺址（即沙溪廟組）的汽油公司，他們當年在建設天然氣設備時發現了氣龍標本。

## 敘述

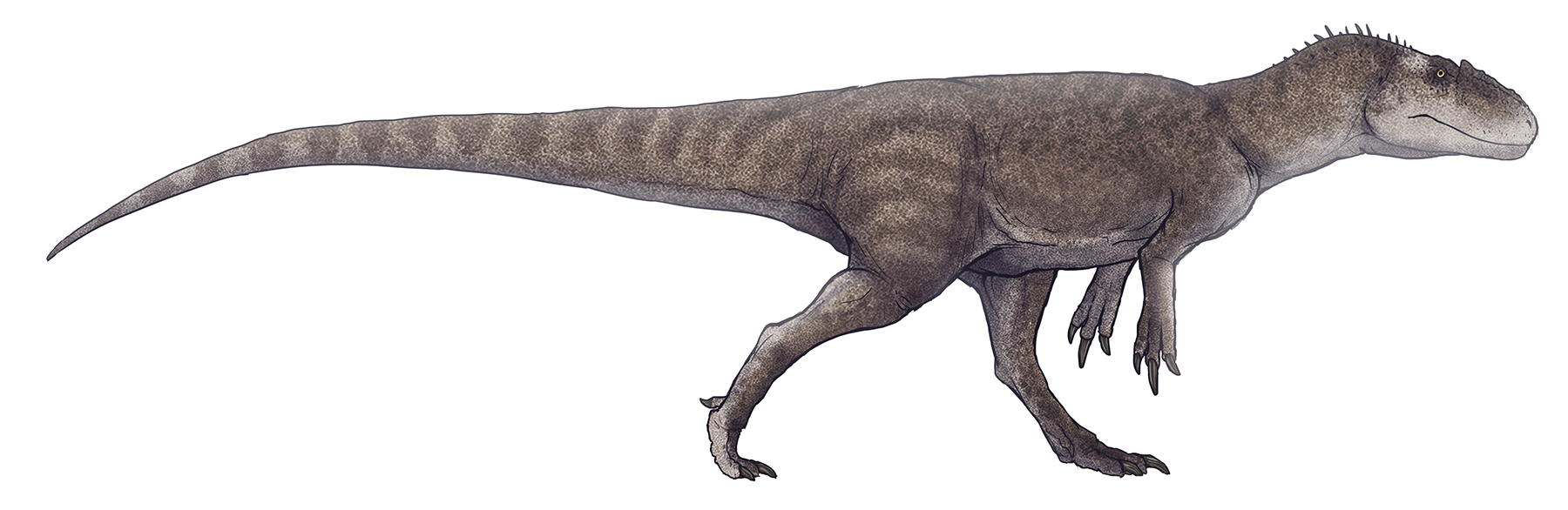
復原圖

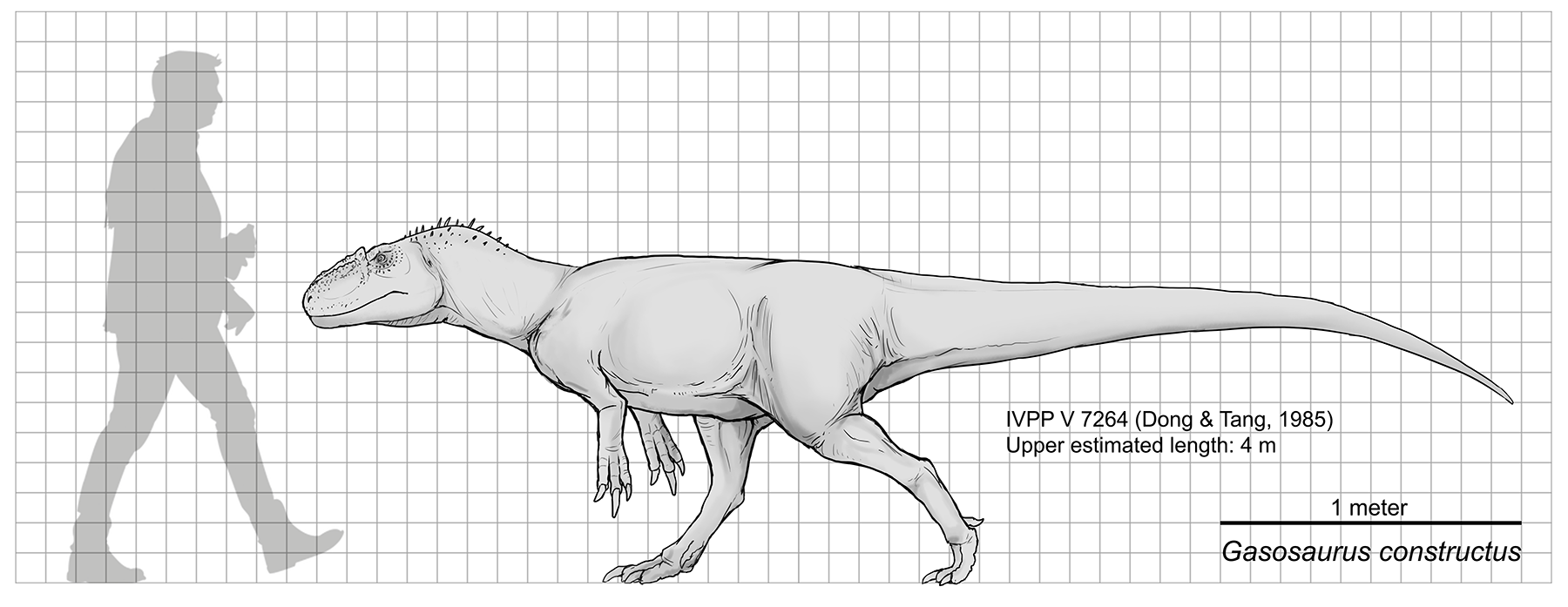
體型比例圖

氣龍是種擁有粗壯後腿和短手臂的肉食性獸腳類。身長約3.5至4公尺，體重約150公斤。但因對牠所知甚少，有些體重估計值較大，為400公斤。
從出版的敘述論文及圖片中很難評估一些正模標本IVPP V7264所潛在的特徵資訊。根據髂骨的恥骨柄明顯長於坐骨柄，代表牠是種堅尾龍類。檢視照片後發現小轉子未高於股骨頭，而是股骨頭近端受損，小轉子達到其中層位置，如同非虛骨龍類堅尾龍類的情況。
氣龍的鑑定特徵包含：頸椎椎體為兩平椎骨（amphiplatyan，前後端平坦），腹側骨突初步發育、程度弱；胸椎也是兩平椎骨，神經弓低矮、神經棘呈板狀；胸椎神經棘尖端缺乏膨起；五個薦骨的椎體和椎弓癒合牢固，神經棘則未癒合；肱骨有一個孔；髂骨低矮，前突發育弱；恥骨和坐骨遠端擴張，但缺乏靴狀突起。

## 分類

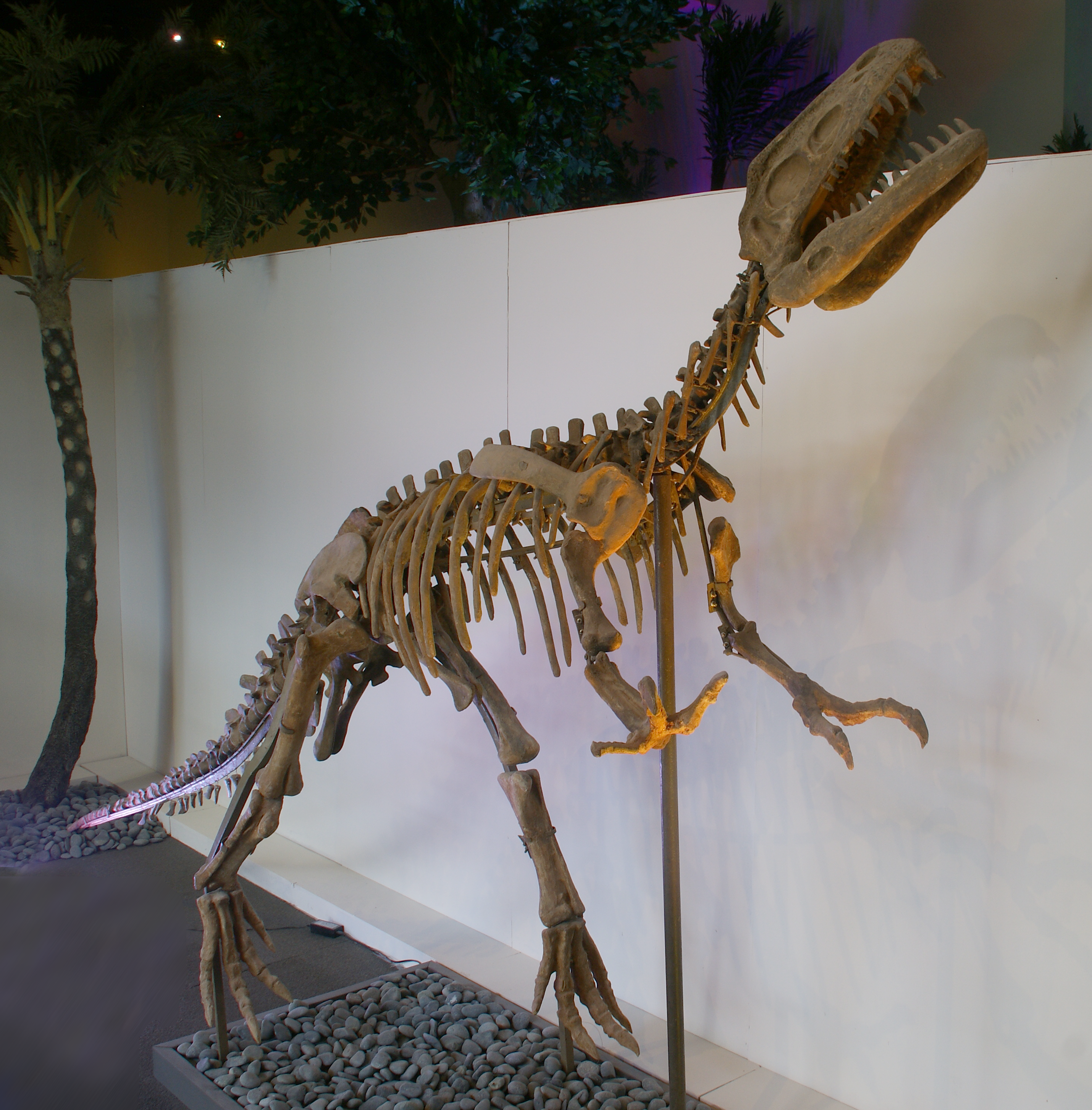
加上推測頭骨的骨架模型，展示於夏威夷畢夏普博物館

傳統上被認為是斑龍超科。湯瑪斯·霍茨（2000）認為牠是種基礎虛骨龍類，但之後霍茨等人（2004）根據尚未敘述的標本所提供的資訊，將觀點修正為基礎肉食龍下目（可能是中棘龍科）。氣龍實際上可能是已知最基礎的虛骨龍類，或與前述兩個類群的共同祖先近緣；無論如何，牠都是已確認最古老的堅尾龍類。2004年的研究將氣龍放置在較廣泛的定義類群鳥獸腳類。曾有某些學者提出另一種沙溪廟組獸腳類開江龍其實與氣龍為同一物種。
因為標本過於破碎，氣龍的確切分類位置很難有個共識，並很可能被排除於虛骨龍類之外。一個針對正模標本的詳細研究已在進行，將來其分類位置很有可能再有變動。

## 古生態學

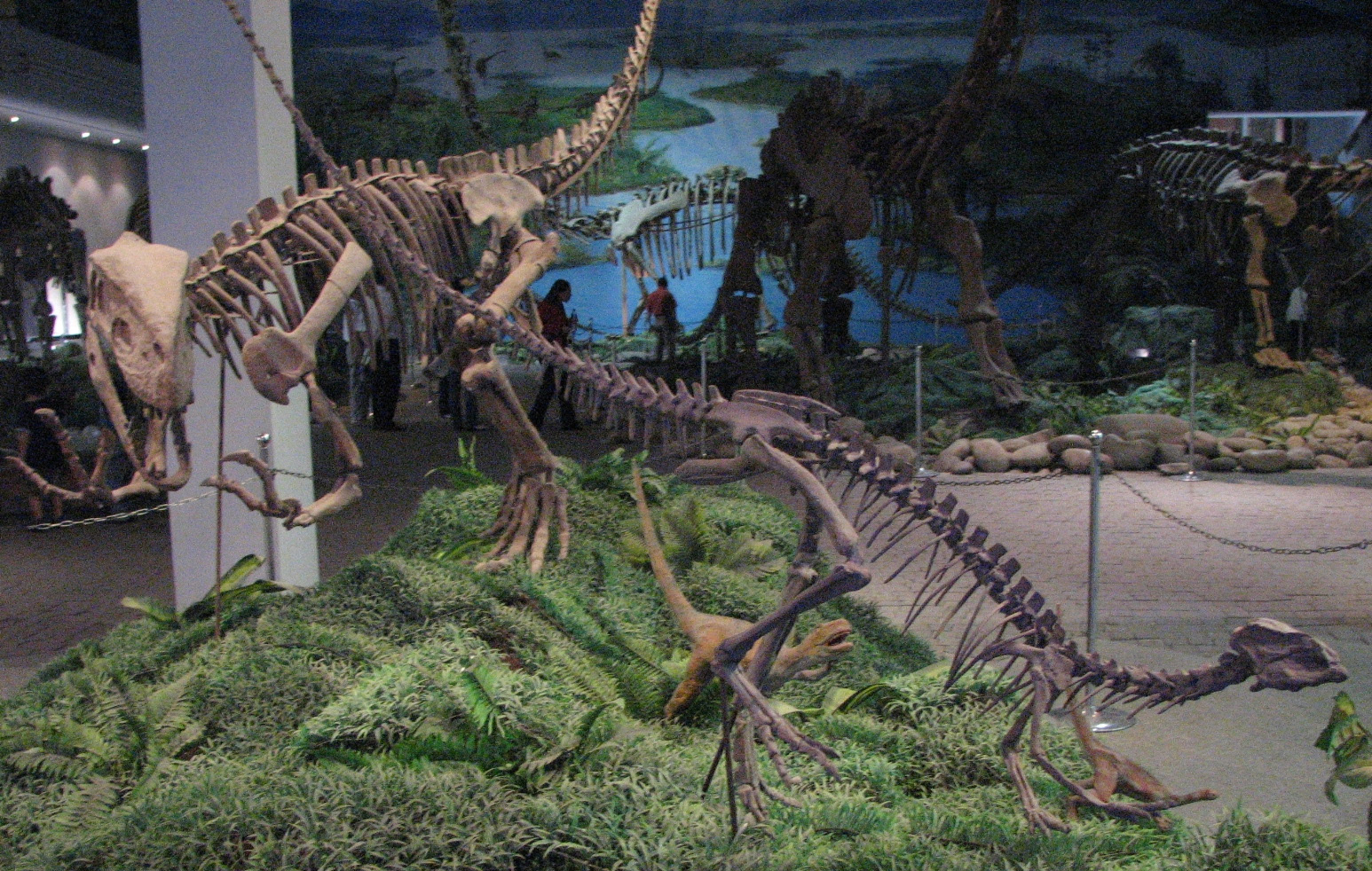
自貢恐龍博物館展示的氣龍追捕靈龍

氣龍生存於侏儸紀中期巴柔階至／或卡洛維階，約1億6400萬年前。牠與其他中間程度的獸腳類如川東虛骨龍、開江龍（皆來自下沙溪廟組）共享棲地。此三屬都為中型至大型獸腳類，所知皆來自部分顱後骨骼。中國在侏羅紀獸腳類有著目前已知最高度的多樣性，而來自該地區的獸腳類幾乎都為中等體型，如同同時代世界其他地區的獸腳類的普遍情況。
這些彼此類似的獸腳類都同時具有進階型堅尾龍類的共有衍徵、加上與原始非堅尾龍類的共有特徵這樣特殊的組合，代表牠們位於堅尾龍類的基礎位置。研究這些侏羅紀中國獸腳類的生理解剖構造等同於一窺原始堅尾龍類的特徵，並有助於解決關於此類群早期演化狀況的疑問。進一步的侏羅紀中期中國獸腳類發現，可能對堅尾龍類的多樣性、體型較大的進階獸腳類起源、以及中侏羅紀古生物地理學研究帶來新的見解。

## 外部連結
- 維基物種上的相關：氣龍屬
- 维基共享资源上的相關多媒體資源：氣龍屬
- Bristol University, England; source for the high weight estimate
- Thescelosaurus!